# شارون كار
شارون لويز كار (من مواليد 1979)، والمعروفة أيضًا باسم " ابنة الشيطان "، هي امرأة بريطانية من أصل بليزي قتلت كاتي راكليف البالغة من العمر 18 عامًا بشكل عشوائي في يونيو 1992، عندما كانت تبلغ من العمر 12 عامًا، أثناء عودتها إلى منزلها من ملهى ليلي في كامبرلي، ساري، إنجلترا.
ظلت جريمة القتل دون حل في البداية حتى يونيو/حزيران 1994، عندما هاجمت كار وطعنت تلميذة أخرى في مدرسة كولينجوود كوليدج الشاملة دون سبب واضح، ثم تباهت مرارًا وتكرارًا بقتل راكليف أمام الأصدقاء والعائلة وفي مذكراتها التي دونتها في السجن. تمت إدانتها بتهمة القتل في عام 1997، مما جذب اهتمام وسائل الإعلام بسبب صغر سنها ووحشية القتل. وقد صدر حكم عليها بالسجن لمدة 14 عامًا على الأقل، لكنها ظلت مسجونة لفترة طويلة بعد انتهاء الحد الأدنى من العقوبة بسبب سلوكها المشاغب في السجن. باعتبارها سجينة ذات وضع مقيد، استمرت في مهاجمة ومحاولة قتل أعضاء هيئة التدريس والسجناء الآخرين بشكل منتظم، وأعربت بانتظام عن رغبتها في قتل الآخرين. وفي سبتمبر/أيلول 2022، أفادت التقارير أن قضيتها ستُعرض مرة أخرى على لجنة الإفراج المشروط.

## خلفية
ولدت كار في بليز في 21 ديسمبر 1979 ونشأت على يد والدتها وزوج أمها. كانت واحدة من أربعة أطفال ونشأت في فقر مدقع. لم تعرف والدها البيولوجي أبدًا. بعد انتقالها إلى إنجلترا في عام 1986، استقرت العائلة في كامبرلي، ساري. انتهى زواج والديها قريبًا في أعقاب حادثة عنف منزلي خطيرة حيث سكبت والدة شارون الدهون المغلية على زوج أم شارون. تسبب الحادث في نقل الزوجين إلى المستشفى مصابين بحروق، كما تم اتهام والدة شارون بالاعتداء.
في المدرسة، وصف المعلمون شارون في البداية بأنها مهذبة ومفيدة. قال الأصدقاء إنها كانت فتاة اجتماعية تفضل صحبة الأولاد الأكبر سناً وأنها كانت تظهر أحيانًا ومضات من العدوان. وفي وقت لاحق، أصبحت سيئة السلوك بشكل كبير، وأصبحت مزعجة وتسعى إلى جذب الانتباه، وكانت تعاني من مشاكل تتعلق بالسلطة. في عام 1990، اتصل مدير مدرستها في مدرسة كوردواليس جونيور في كامبرلي بالخدمات الاجتماعية بشأن سلوكها. وضعت شارون في رعاية مؤقتة، لكنها عادت إلى المنزل بعد شهر واحد فقط. بحلول الوقت الذي بدأت فيه المدرسة الثانوية، كان لدى والدتها شريك جديد كان لديه بالفعل ابنتان.

## جريمة قتل كاتي راكليف
في الساعات الأولى من صباح 7 يونيو 1992، طعن كار مصففة الشعر المتدربة كاتي "كيت" راكليف بشكل عشوائي حتى الموت أثناء عودتها إلى منزلها من ملهى راجامافينز الليلي في كامبرلي. طعنت كار راكليف - التي كانت غريبة عنها - 32 مرة بسكين يبلغ طوله ست بوصات ونصف في ضلوعها، وفي قلبها وفي مهبلها وشرجها. ثم سُرقت بعض مجوهرات راكليف. تم نقل جثة راكليف بواسطة كار وبعض المتواطئين ونقلها إلى فارنبورو، حيث تم جرها على طول الطريق ثم تمت إلقاؤها بجوار جدار المقبرة. عثرت مجموعة من الأولاد على الجثة في وقت لاحق من ذلك الصباح.
وعندما قامت الشرطة بالتحقيق في جريمة القتل، لاحظت وحشية الهجوم. لقد اخترقت بعض ضربات السكين التي تلقتها راكليف جسدها مباشرة. وقد شوهت أعضائها التناسلية، ووجد الضباط أن ملابسها قد تم رفعها، ولكن لم يكن هناك أي علامة على الاعتداء الجنسي. ونظرًا لطبيعة وخطورة الإصابات التي لحقت به وحقيقة أن الهجوم يبدو بدافع جنسي، اعتقدت الشرطة أن المهاجم كان رجلاً بالغًا. وبسبب هذا جزئيًا، لم يتم التعرف على القاتل الحقيقي، وظلت القضية دون حل في البداية.

## طعن التلميذ
وبما أن كار لم يتم القبض عليها، فقد عادت إلى المدرسة ولكنها طُردت منها مرتين في أوائل عام 1994. في 7 يونيو 1994، في الذكرى الثانية لقتل راكليف، هاجم كار زميلًا له يبلغ من العمر 13 عامًا بسكين، دون سبب واضح، في دورات المياه في مدرسة كولينجوود كوليدج الشاملة. قام كار بطعن الضحية في ظهره، مما تسبب في ثقب في الرئة؛ وتوقف الهجوم عندما دخل خمسة طلاب إلى المراحيض وتدخلوا. وقال الضحية إن كار كان يبتسم ويبدو سعيدًا أثناء الهجوم. لم تعد كار إلى منزلها في ذلك اليوم وتم العثور عليها في ساحة المدرسة في صباح اليوم التالي؛ بعد إلقاء القبض عليها، أخبرت الضباط أنها كانت تستمتع بطعن القطط وقطعت رأس كلب.

## السجن الأولي والهجمات الإضافية
بعد إلقاء القبض عليها، إرسلت كار إلى مركز تقييم طبي، حيث حاولت خنق اثنين من أعضاء الموظفين. وجهت إليها تهمتين تتعلقان بالتسبب في إيذاء جسدي فعلي بالإضافة إلى التهم المتعلقة بالاعتداء على كلية كولينجوود. تمت إدانتها في ديسمبر 1994 وحُكم عليها بالاحتجاز " بمحض إرادتها ". احتجزت في البداية في وحدات نفسية مختلفة ولكنها استمرت في الاعتداء بشكل خطير على الإناث الأخريات بشكل منتظم، لذلك تمت نقلها إلى وحدة مخصصة للأولاد في مركز آيكليف سيكيور. في سبتمبر 1995، نقلت إلى مؤسسة بولوود هول للمجرمين الشباب في إسيكس، حيث كان يُعتقد أن سلوكها العدواني والجنسي يمكن التعامل معه بشكل أفضل.

## اعترافات بجريمة قتل راكليف
بعد وقت قصير من نقلها إلى قاعة بولوود، اكتشف الموظفون أن كار كانت تتحدث عن مقتل كاتي راكليف مع الأصدقاء والعائلة عبر الهاتف وفي مذكراتها. واعترفت أيضًا بالاعتداء على ضابط سجن قالت إنها كانت معجبة به وتحدثت عن ذلك مع ضابط المراقبة. أبلغ الموظفون الشرطة، التي صادرت كتابات كار ورسوماته. وُجِد أن مذكراتها تحتوي على تفاصيل إثارتها الجنسية عند التفكير في موت راكليف، كما علقت كار أيضًا بأنها شعرت "بالغيرة" من ضحيتها وعلقت على الشيطان والقوى التي دفعته إلى ذلك. تقول إحدى الفقرات "لو كان بإمكاني قتلك مرة أخرى" [...] أعدك بأنني سأجعلك تعاني أكثر هذه المرة، أيها الوغد اللعين. لقد أثارتني صرخاتك المرعبة." كان العنصر الجنسي في القتل قد تم الإشارة إليه سابقًا من خلال تشويه جسد راكليف. كتبت كار أيضًا "أقسم أنني وُلدت لأكون قاتلة"، وفي رسالة إلى صديق، كتبت "أنا قاتلة. القتل هو عملي. والعمل مربح. " كما رسمت صورًا للسكين المستخدمة. استجوب المحققون كار بشأن جريمة القتل، واعترفت بالقتل، واعترفت بأنها طعنت راكليف مرارًا وتكرارًا. لقد وصفت إصابة معينة بشكل واضح وقدمت تفاصيل كانت الشرطة قد أخفتها عمدًا، مما يعني أنها كانت لديها معرفة لا يعرفها إلا القاتل. كما علم كار أيضًا أن سوارًا قد سُرق من راكليف، وهو الأمر الذي لم تكشفه الشرطة. ساعدت كار الشرطة في تصوير إعادة تمثيل جريمة القتل حيث قامت بتمثيل جريمة القتل، وعندما تمت سؤالها عن الهجوم، ضحكت مرارًا وتكرارًا على التفاصيل.
توصلت الشرطة إلى أن كار لديها تاريخ طويل من القسوة على الحيوانات، حيث قامت ذات مرة بقطع رأس كلب باستخدام مجرفة، وخلصت إلى أنها ربما كانت تعاني من شكل من أشكال الاضطراب النفسي. استمرت كار في كتابة مزاعمها حول جريمة القتل حتى بعد استجوابها من قبل الشرطة، وفي يناير 1996 قدمت سلسلة أخرى من الاعترافات لضباط السجن بأنها كانت "معجبة" بشخص ما. في الذكرى الرابعة لجريمة القتل في 7 يونيو 1996، كتبت في مذكراتها: "مع الاحترام لكيتي راكليف. منذ أربع سنوات اليوم."

## محاكمة القتل
اتُهم كار بقتل راكليف في مايو 1996. ولم تتم محاكمة شركائها. في 25 مارس 1997، وبعد محاكمة استمرت شهرًا في محكمة وينشستر كراون، أُدين كار بتهمة القتل. تداولت هيئة المحلفين لمدة خمس ساعات قبل التوصل إلى حكم بالإجماع بالإدانة، واختارت إدانتها بتهمة القتل وليس القتل غير العمد. تعني الإدانة أن كار أصبحت رسميًا أصغر قاتلة في بريطانيا على الإطلاق، حيث كانت تبلغ من العمر 12 عامًا فقط وقت ارتكابها الجريمة ( ماري بيل، التي أدينت في سن الحادية عشرة فيما يتعلق بقتل صبيين في عام 1968، أدينت بالقتل غير العمد بدلاً من القتل العمد). عند النطق بالحكم على كار، علّق القاضي بيكر قائلاً: "من الواضح أن لديك دافعًا جنسيًا وراء هذه الجريمة، ومن الواضح من الطريقة الوحشية التي شوّهت بها جسدها، ومن تدويناتك المروعة في مذكراتك، أن القتل، كما ذكرت، يثيرك. أنت، في رأيي، شابة بالغة الخطورة." كانت كار تبتسم وهي تغادر قفص الاتهام بعد الإدانة. وقد حُكم عليها بالسجن لمدة لا تقل عن 14 عامًا بعد محاكمتها.
أشار عالم النفس الجنائي جوردون تريسلر إلى الطبيعة غير العادية للغاية لهذه القضية، قائلاً: "هذه قضية يصعب فهمها. يمكن للمرء أن يجد سوابق لأطفال صغار يقتلون أطفالًا صغارًا آخرين، ولكن في هذه الحالة، كان طفلًا يقتل شخصًا يكاد يكون بالغًا."
وصف كار في الصحافة بـ "ابنة الشيطان". وقد تناولت وسائل الإعلام على نطاق واسع الإدانة التاريخية لمثل هذه القاتلة الشابة، مسلطة الضوء على هوسها بالموت والعنف.

## السجن اللاحق والهجمات المستمرة
بعد إدانتها بالقتل، احتجزت كار في سجن HM هولواي. تمت نقلها لاحقًا إلى مستشفى برود مور في عام 1998. أثناء وجودها في برود مور، واصلت الاعتداء على الموظفين والمقيمين الآخرين واعترفت برغبتها في قتل زميلة لها في السجن عن طريق ذبحها. في بعض الأحيان، ادعت أيضًا أنها تعتقد أنها سحلية وحاولت قطع نفسها لمحاولة معرفة ما إذا كانت لا تزال إنسانة.
في عام 2004، ورد أن فريق الدفاع عن كار كان يطعن في الحد الأدنى للعقوبة الذي يبلغ 14 عامًا بالإضافة إلى إدانتها، حيث أرادت كار استبدال إدانتها بالقتل بإدانة القتل غير العمد على أساس المسؤولية المخففة. ومع ذلك، رفضت الاستئنافات.
في عام 2007، نقل كار مرة أخرى إلى وحدة أورشارد متوسطة الحراسة ولكن إرسلت إلى سجن إتش إم برونزفيلد في ساري في عام 2015 كسجينة ذات وضع مقيد لأنها كانت تشكل خطرًا على المرضى والموظفين. وذكرت مذكرة توقيفها أنها لم تعد بحاجة إلى العلاج أو أنه لا يمكن تقديم علاج فعال لها. في ديسمبر 2018، تمت نقلها إلى سجن HM منخفض نيوتن في مقاطعة دورهام ولكن تمت نقلها بسرعة إلى برونزفيلد بعد حادثة عنيفة مع سجين آخر في أغسطس 2019. في نفس العام، رفض طلبها بتخفيض وضعها المقيد. وقد استأنفت هذا القرار في عام 2020، ولكن رفضت أيضًا على أساس أنها لم تقدم بعد أي دليل مهم على انخفاض المخاطر. أفاد مشرفو السجن من الفئة أ في برونزفيلد أن كار كان لا يزال يعاني من حوادث علاقات متقلبة وكان لا يزال يعاني من أفكار جنونية. كما كشفت أيضًا عن رغبتها في قتل سجين آخر.
حتى سبتمبر 2022، لا تزال كار في السجن على الرغم من انتهاء الحد الأدنى لعقوبتها. كما أُفيد في سبتمبر 2022 أن كار كان من المزمع أن تشهد جلسة استماع أخرى للإفراج المشروط لتحديد ما إذا كانت ستطلق سراحها.
في أغسطس 2023، رفض طلب الإفراج المشروط لكار بعد أن كان لا يزال يعتبر خطرًا على الجمهور.

## شهرة دائمة
وقد اشتهرت قضية كار بكونها قضية غير عادية بشكل خاص. في حين أن القاتلات الإناث غير شائعات، فإن الإناث اللاتي يقتلن غرباء أكثر غرابة، وقد وصف حالة فتاة تبلغ من العمر 12 عامًا تقتل شخصًا غريبًا بالغًا بأنها فريدة من نوعها.
في عام 2005، وقعت حادثة طعن أخرى في كلية كولينجوود، حيث طعن طالب يبلغ من العمر 14 عامًا زميلًا له. وقد أدى هذا إلى تجدد الاهتمام الإعلامي بالمدرسة وقضية كار، مع توجيه ادعاءات بوجود ثقافة المشاكل في كولينجوود. ومع ذلك، دافع النائب المحلي مايكل جوف عن المدرسة. في عام 2010، تمت مناقشة قضية كار مرة أخرى في الصحافة عندما أصبحت طفلة بريطانية أخرى، لورين ثورب البالغة من العمر 15 عامًا، أصغر قاتلة مزدوجة مدانة في بريطانيا. عادت قضية كار أيضًا إلى الأخبار في عام 2016 عندما أدينت طفلتان بقتل امرأة ضعيفة تدعى أنجيلا رايتسون، مما أدى إلى مقارنات مع قضية كار.
ومن الحالات المعروفة الأخرى لطفل يقتل شخصًا غريبًا بالغًا هي جريمة قتل شون سيساهاي البالغ من العمر 19 عامًا في عام 2023 على يد صبيين يبلغان من العمر 12 عامًا.

## في الثقافة الشعبية
وقد ظهرت قضية كار في عدد من الأفلام الوثائقية:
- في عام 2014، كانت كار موضوع حلقة الموسم الثامن من مسلسل النساء القاتلات، بعنوان "لا أصغر من أن أكون صغيرة أبدًا".[23] يذكر العرض بشكل غير صحيح أن الحكم عليها بالسجن مدى الحياة دون الإفراج المشروط.
- في عام 2017، كان كار موضوعًا لحلقة من برنامج المراهقون الذين يقتلون، وهو مسلسل عُرض على القناة الخامسة.[24]
- في عام 2017، عرض فيلم وثائقي عن كار، من إنتاج شخصية التلفزيون جو فروست، على قناة الجريمة + التحقيق، كجزء من سلسلة جو فروست على الأطفال القاتلون في بريطانيا.[25]